# (100476) 1996 TK37
(100476) 1996 TK37 es un asteroide perteneciente al cinturón de asteroides, descubierto el 12 de octubre de 1996 por el equipo del Spacewatch desde el Observatorio Nacional de Kitt Peak, Arizona, Estados Unidos.

## Designación y nombre
Designado provisionalmente como 1996 TK37.

## Características orbitales
1996 TK37 está situado a una distancia media del Sol de 3,130 ua, pudiendo alejarse hasta 3,372 ua y acercarse hasta 2,888 ua. Su excentricidad es 0,077 y la inclinación orbital 1,909 grados. Emplea 2023 días en completar una órbita alrededor del Sol.

## Características físicas
La magnitud absoluta de 1996 TK37 es 15,5. Tiene 6,291 km de diámetro y su albedo se estima en 0,026.